# Новый (Иглинский район)
Новый (баш. Новый) — деревня в Иглинском районе Республики Башкортостан Российской Федерации. Входит в состав Надеждинского сельсовета.

## География

### Географическое положение
Расстояние до:
- районного центра (Иглино): 52 км,
- центра сельсовета (Пятилетка): 2 км,
- ближайшей ж/д станции (Кудеевка): 2 км.

## Население
| 2002 | 2009 | 2010 |
| ---- | ---- | ---- |
| 32   | ↘16  | ↗31  |

Национальный состав
Согласно переписи 2002 года, преобладающие национальности — русские (44 %), белорусы (44 %).